# Takehito Shigehara
Takehito Shigehara (jap. 茂原 岳人 Shigehara Takehito; ur. 6 października 1981) – japoński piłkarz występujący na pozycji pomocnika.

## Kariera klubowa
Od 2000 do 2008 roku występował w klubach Vissel Kobe, Kawasaki Frontale, Kashiwa Reysol, Sanfrecce Hiroszima i Ventforet Kofu.